# Pelyül
Die Pelyül-Tradition (tib.: dpal yul) ist eine Unterschule der Nyingma-Schule des tibetischen Buddhismus. Pelyül zählt neben Kathog, Mindrölling, Dzogchen, Shechen und Dorje Drag zu den sogenannten „Sechs großen Sitzen“ der Nyingma. Die Tradition geht auf das Pelyül-Kloster im gleichnamigen Kreis Pelyül in Karze (tib.: dkar mdze), Sichuan zurück.

## Entstehung
Als Gründer der Pelyül-Tradition gilt der Mahasiddha Künsang Sherab (1636–1699), der 1. Thronhalter des neuerbauten Pelyül-Klosters Oseling und seine wichtigsten Schüler zurück. Sie gründeten, in Tibet, vom Hauptkloster Oseling abgesehen die Klöster Lhatse, Jangang, Shugang und Tsangda. Diese vier Klöster wurden zusammen mit dem Kloster Oseling Ausgangsklöster zur Verbreitung der Tradition.
Von den vier Hauptrichtungen des tibetischen Buddhismus sind die Nyingmapa die Vertreter der ältesten Tradition tibetisch-buddhistischer Überlieferungen. Sie halten die Lehre und Anwendung des Dzogchen – „die große Vollkommenheit“, respektive die Lehre von der Verwirklichung der „reinen Natur des Geistes“ – in ihren Übertragungslinien. Die Überlieferung des Dzogchen reicht bis auf die Ursprünge des Buddhismus zurück und wurde zu Beginn des 9. Jahrhunderts n. Chr., insbesondere durch Guru Padmasambhava, nach Tibet gebracht. Im Jahre 1665 übernahm ein zu dieser Zeit herausragender Nyingmapa-Lama, der Vidyadhara Künsang Sherab, den Thron im eben fertiggestellten Kloster Pelyül in Osttibet und begründete in der Folge die bis heute ununterbrochene Übertragungslinie des Pelyül-Dzogchen.

## Penor Rinpoche

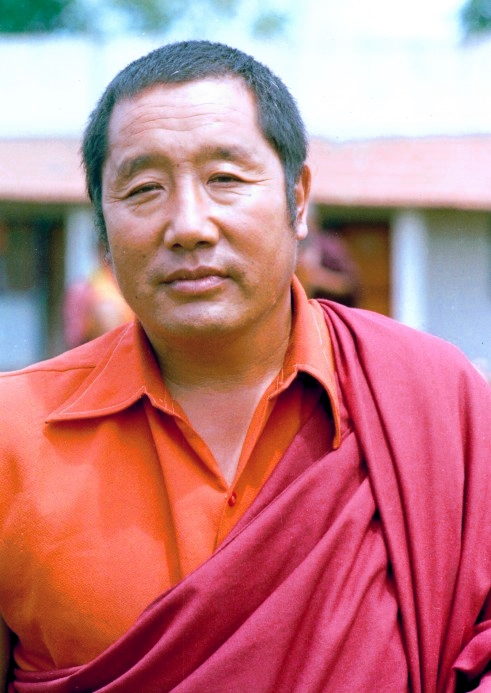
Penor Rinpoche (Bylakuppe 1981)

Der 3. Drubwang Pema Norbu Rinpoche (kurz: Penor Rinpoche) war das Oberhaupt der Pelyül-Linie in der tibetisch-buddhistischen Tradition der Nyingma-Schule. Er war anerkannter Linienhalter der vollständigen Übertragungen des Dzogchen. 1932 kam er in Kham/Osttibet zur Welt. Unabhängig voneinander erkannten der 5. Dzogchen-Rinpoche und Khenpo Ngaga, der Meister seiner vorigen Inkarnation, in ihm die Wiederverkörperung des großen indischen Meisters Vimalamitra sowie die Reinkarnation des 2. Drubwang Pema Norbu Rinpoche (1887–1932). Im Alter von vier Jahren machte er sich auf den langen Weg ins Kloster Pelyül in der Region Kham, um dort die mönchischen Gelübde der Zufluchtnahme abzulegen. Dieses Kloster wurde im Jahre 1665 durch Rigdzin Künsang Sherab gegründet. Seither gilt es als Zentrum einer Dzogchen-Überlieferung, die in ihrer sehr ausgeprägten Form von Thronhalter zu Thronhalter übertragen wurde. Bereits mit zwölf Jahren wurde Penor Rinpoche durch seine Meister feierlich als 11. Oberhaupt dieser Linie inthronisiert.
Im Laufe seiner spirituellen Entwicklung wurde Penor Rinpoche die äußerst seltene Gelegenheit gewährt, im Kloster Tarthang eine vierjährig Klausur in alleiniger Gegenwart seines engsten Meisters Chogtrül Rinpoche durchzuführen. Chogtrül Rinpoche wurde später dafür bekannt, dass er selbst in hohem Alter noch die allergrößten Anstrengungen auf sich nahm, ihm sämtliche Übertragungen der Pelyül-Tradition in vollständiger Form zu übermitteln. Dies war eine wesentliche Grundlage dafür, dass in der Folge die herausragenden spirituellen Verwirklichungen Penor Rinpoches offen zu Tage kamen. In Verbindung mit seinem unablässigen Einsatz für den Erhalt und die Fortführung der Lehren im Exil wurde dieser im Jahre 1993 in Bodhgaya (Indien) zum Oberhaupt der gesamten Nyingma-Tradition gewählt. 2001 hat er dieses Amt an den 11. Minling Thrichen Rinpoche weitergereicht. Am 27. März 2009 starb Penor Rinpoche im Namdröl-Ling (tib.: rnam grol gling) Kloster in Bylakuppe.
Zum Erhalt der Pelyül-Tradition im Exil hat Penor Rinpoche im Jahre 1963, unmittelbar nach der Flucht aus Tibet, beim südindischen Ort Bylakuppe eigenhändig mit dem Auf- und Ausbau des Klosters Namdröl-Ling begonnen. Seither ist dieser Ort das Herz aller Aktivitäten Penor Rinpoches. Das Kloster selbst gilt mittlerweile als eines der größten außerhalb Tibets, nach und nach gegründet wurden ebenso ein Altersheim, ein Krankenhaus, ein Retreat-Zentrum sowie ein Nonnenkloster. Kernstück ist jedoch das von ihm selbst geleitete Ngagyur-Nyingma-Institut (Institut für höhere buddhistische Studien und Forschungen), das über die Nyingma-Schule hinaus einen ausgezeichneten Ruf genießt. Hier erlangen besonders begabte Mönche in strukturierter Form nach neun Studienjahren die höheren Ausbildungsgrade in buddhistischer Philosophie. Absolventen mit besonderen Auszeichnungen erhalten von ihm den Titel „Khenpo“ zugesprochen. Als solche werden sie anschließend in die auf aller Welt verstreuten Pelyül-Zentren gesandt, um Dzogchen zu lehren und Schülern die Verwirklichungen zu ermöglichen.

## Namdröl-Ling

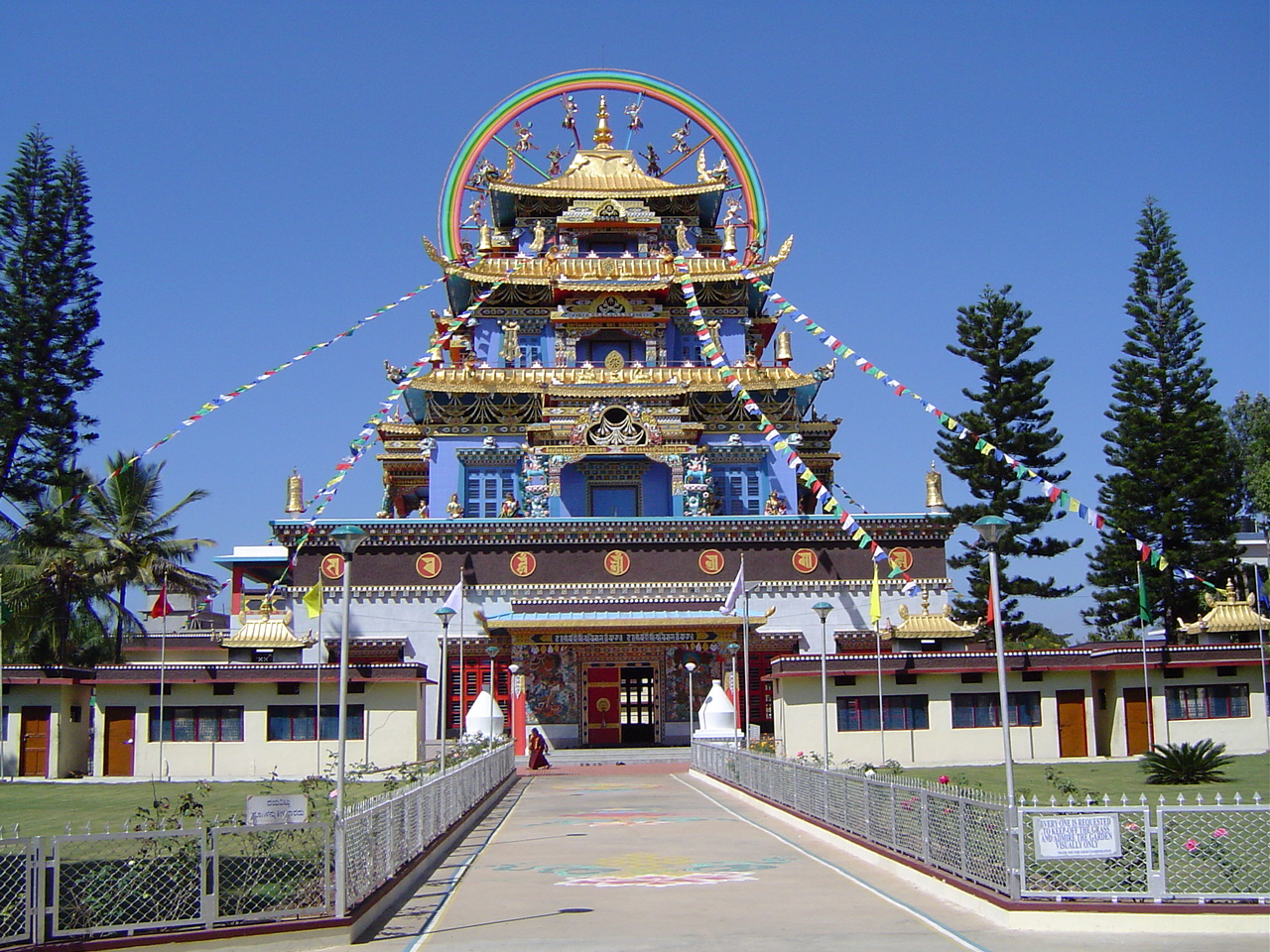
Namdröl-Ling, Bylakuppe

Nachdem Penor Rinpoche 1963 Tibet verlassen hatte, begann er in Bylakuppe, Südindien, das Kloster Thegchog Namdröl Shedrub Dargyeling (Namdröl-Ling) aufzubauen. Es ist das größte Kloster außerhalb Tibets. Heute hat das Kloster eine Sangha (buddhistische Gemeinschaft) von über 5.000 Lamas, Mönchen und Nonnen, mit einer Grundschule, einem höheren schulischen Institut, einem Retreat Zentrum, einem Nonnenkloster, einem Altersheim und einem Krankenhaus. 1985 begann Penor Rinpoche den Dharma im Westen zu verbreiten. Er hat viele Dharma-Zentren in den Vereinigten Staaten, Kanada, Hongkong, Taiwan, Singapur, Philippinen, Indien, Nepal, England, Deutschland, Griechenland und in der Schweiz gegründet.

## Ngagyur Nyingma Institute
Das Ngagyur Nyigma Institut (Höheres Buddhistisches Studien- und Research Center) ist ein Projekt, das von Penor Rinpoche geleitet wird. Hier studieren über 300 Mönche die Sutras und Tantras, bevor sie zum Khenpo werden und in den verschiedenen Nyigmapa Klöstern und Zentren lehren. Zu den Lehrern der Fakultät am Institut, welches inzwischen einen weltweiten Ruf erlangt hat, gehören unter anderem Khenpo Pema Sherab Rinpoche, Khenpo Tshewang Gyatsho Rinpoche und Khenpo Namdröl Rinpoche.